# Luisa Ferdinanda di Borbone-Spagna
Maria Luisa Ferdinanda di Borbone-Spagna (Madrid, 30 gennaio 1832 – Siviglia, 2 febbraio 1897) fu un'infanta di Spagna per nascita e divenne duchessa di Montpensier e di Galliera per matrimonio.

## Biografia

### Infanzia

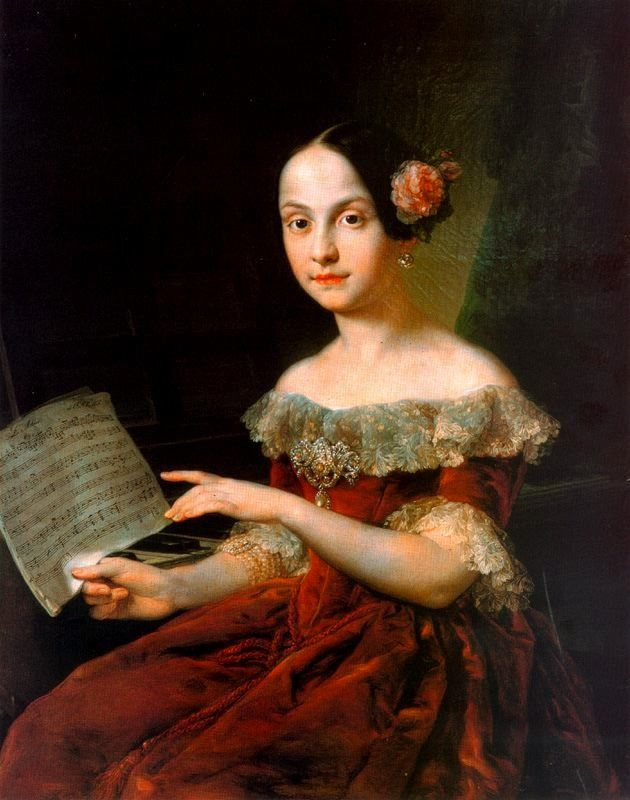
Luisa Ferdinanda ritratta in tenera età da Vicente López y Portaña nel 1842, Alcázar di Siviglia

Luisa Ferdinanda era la secondogenita di Ferdinando VII di Spagna, e della sua quarta moglie nonché sua nipote, Maria Cristina di Borbone-Due Sicilie. Fu battezzata nella cappella del Palazzo reale di Madrid il giorno dopo la sua nascita. 
II suoi nonni paterni erano Carlo IV di Spagna e Maria Luisa di Parma e quelli materni erano Francesco I delle Due Sicilie e Maria Isabella di Borbone-Spagna.

### Matrimonio

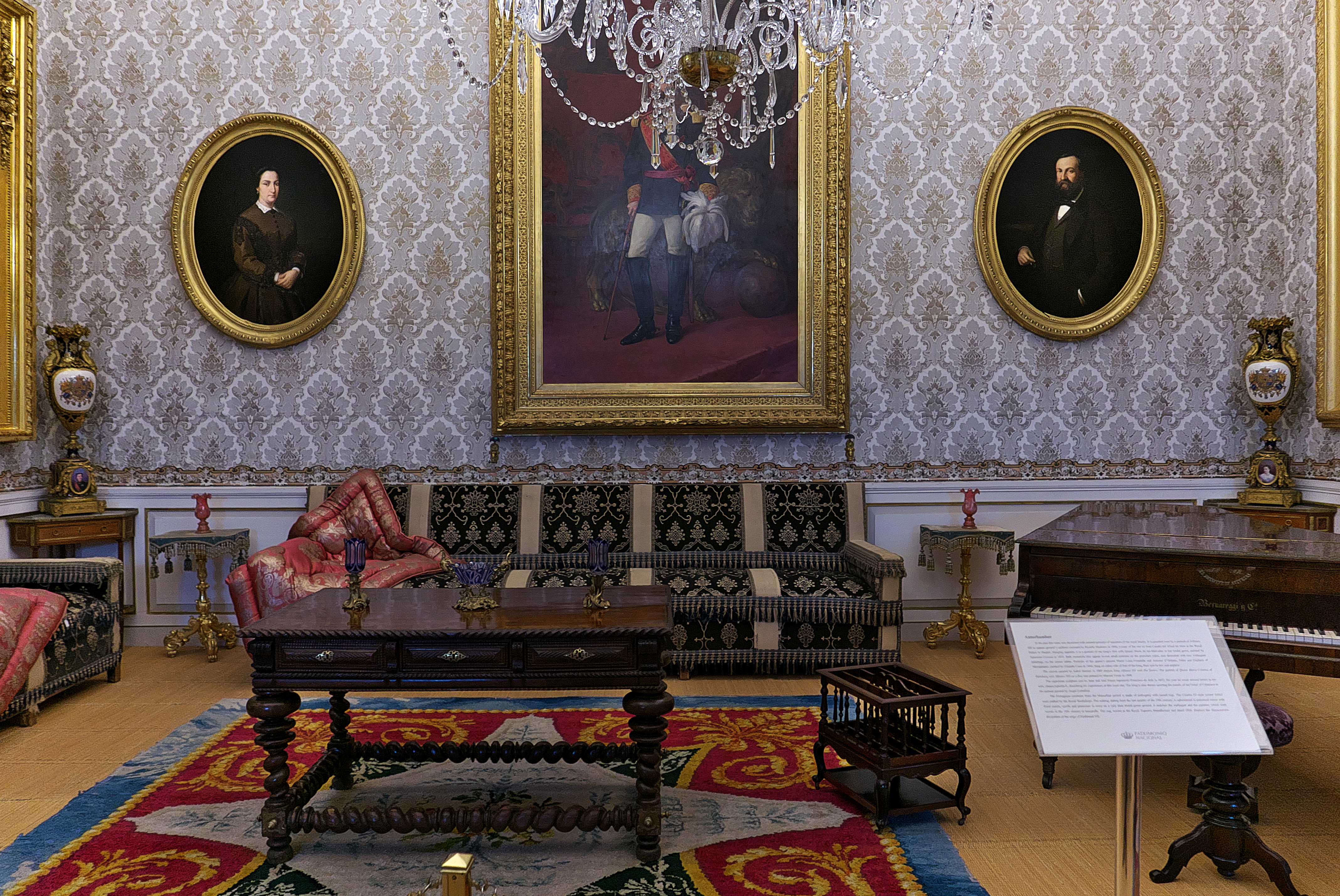
I ritratti dell'infanta Luisa Ferdinanda e del duca Antonio d'Orléans nella Sala dell'Anticamera del Palazzo Reale di Riofrio

Sorella minore di Isabella II di Spagna, fu erede presuntiva al trono dal 1833 al 1855, quando la prima figlia della Regina sopravvisse alla nascita. Dapprima fu fidanzata con il cugino di primo grado Francesco d'Assisi di Borbone-Spagna (figlio di Francesco di Paola di Borbone-Spagna, il fratello minore di Ferdinando VII), che in seguito venne fidanzato ad Isabella II. Poiché del giovane si diceva che fosse impotente od omosessuale, Luigi Filippo di Francia, la cui moglie Maria Amalia di Borbone-Due Sicilie era prozia della Regina e di Maria Luisa Fernanda, supponendo che il matrimonio di Isabella II sarebbe rimasto senza prole, decise di fare in modo che la corona spagnola andasse ad un suo discendente: l'unica sorella della sovrana, e sua erede, fu fidanzata con Antonio d'Orléans (1824-1890), duca di Montpensier, ultimogenito del monarca francese.
Luisa Ferdinanda aveva quattordici anni e lo sposo ventidue: il 10 ottobre 1846 si ebbe una doppia cerimonia di nozze, in concomitanza con il matrimonio di Isabella II e Francesco d'Assisi. Antonio venne creato Infante di Spagna e con la moglie si trasferì a Parigi e, in seguito alla rivoluzione del luglio 1848, a Siviglia.

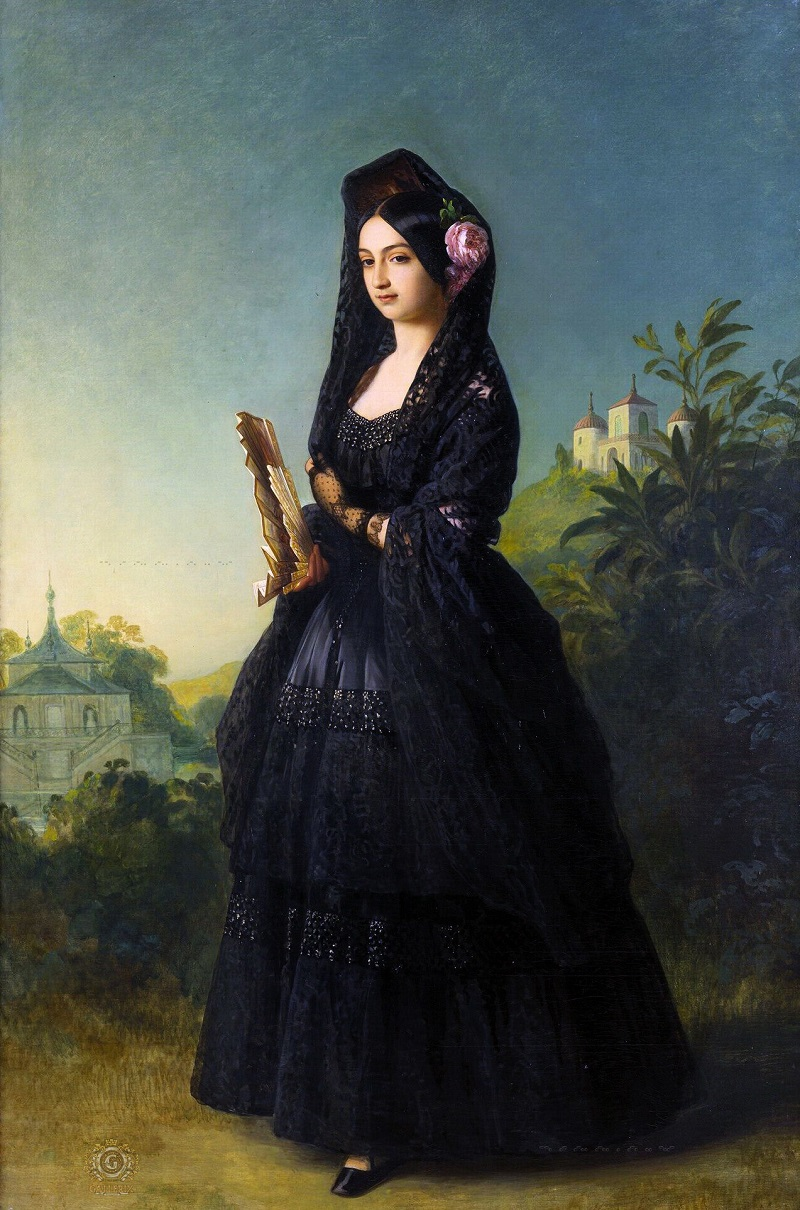
Ritratto di Luisa Ferdinanda di Spagna, duchessa di Montpensier di Franz Xaver Winterhalter, 1847

I rapporti tra i Duchi di Montpensier e la Regina erano spesso difficili. Era noto a tutti che Antonio bramava il trono di Spagna per sé e per sua moglie, soprattutto dopo la deposizione del padre nel 1848, e si scontrò politicamente con i vari membri della famiglia reale spagnola. Nel 1868 ebbe luogo la rivoluzione conosciuta come "La Gloriosa", che portò alla deposizione di Isabella II. Tuttavia, i Duchi di Montpensier furono in grado di continuare a risiedere in Spagna e Antonio fece tutto il possibile per essere nominato Re. La sua fortuna fu interrotta quando dal dicembre al marzo del 1870 sfidò in lutto il cugino di sua moglie, l'infante Enrico di Borbone, fratello del Re consorte, avvenuta nella scuola di tiro della Dehesa de Carabanchel, nella quale fu ucciso. A causa di ciò, il Duca ricevette solo 60 voti contro i 191 per Amedeo di Savoia, inaspettatamente Luisa Ferdinanda ricevette un voto.
Desiderosi di impadronirsi del trono, incoraggiarono la loro figlia Mercedes quando si innamorò e poi sposò Alfonso XII che aveva riconquistato il trono di Spagna nel 1874 dopo l'abdicazione di sua madre. L'unione non durò a lungo, poiché la giovane Mercedes morì pochi mesi dopo il matrimonio.

### Ultimi anni e morte

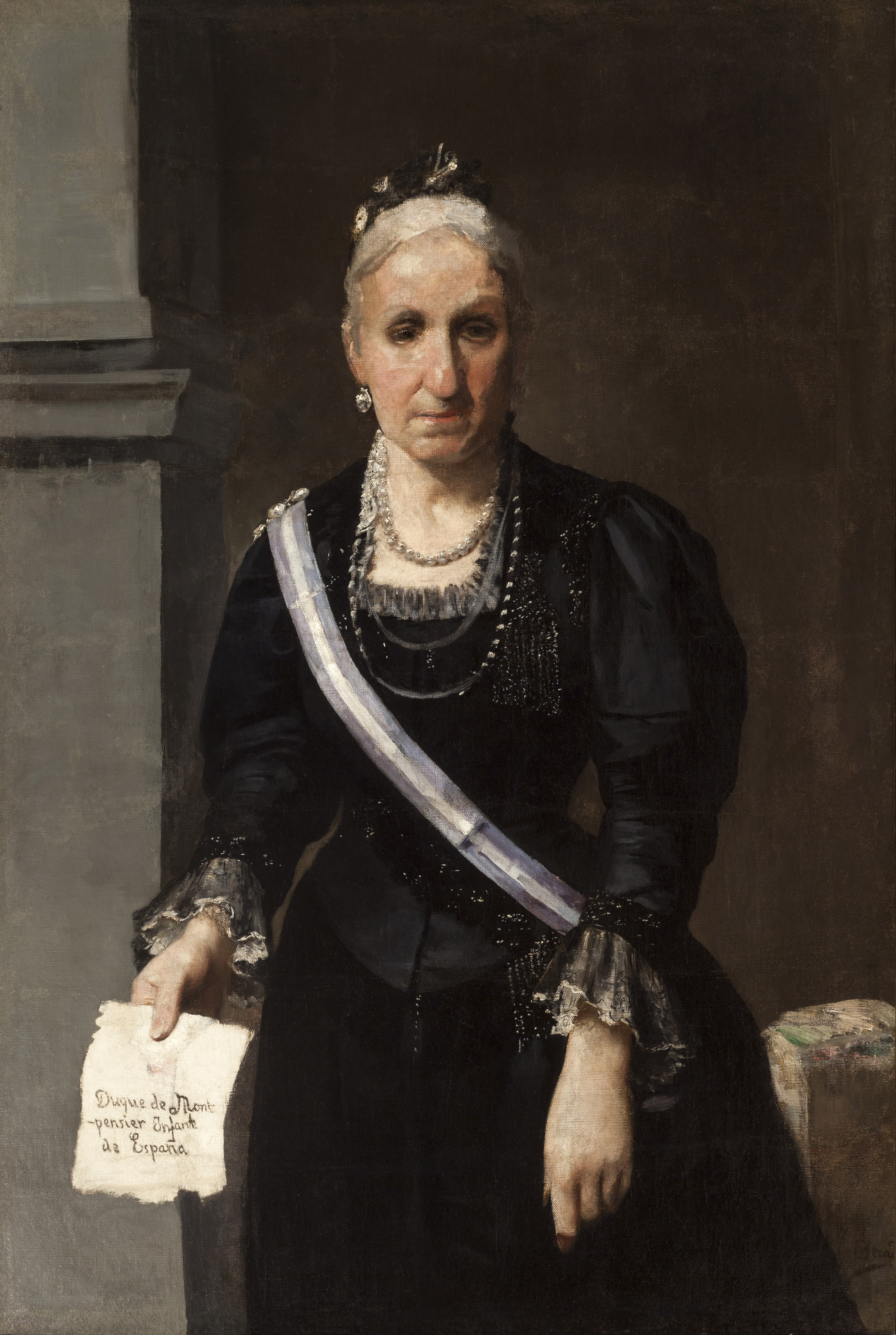
La principessa Luisa Ferdinanda di Borbone ritratta da Fernando Tirado nel 1894 circa

Gli ultimi anni dell'Infanta furono segnati dalla morte di molti dei suoi figli. Suo marito morì nel 1890.
L'infanta Luisa Ferdinanda visse quasi tutta la sua vita nel Palazzo di San Telmo a Siviglia con suo marito. Nel 1893, rimasta vedova, donò buona parte dei giardini del Palazzo alla Città di Siviglia e morì nello stesso Palazzo il 2 febbraio 1897. 
Questi giardini sarebbero stati inaugurati nel 1914 come Parco Maria Luisa. Fu sepolta nel Panteón de Infantes del Monastero dell'Escorial, il 20 febbraio 1897.

## Discendenza

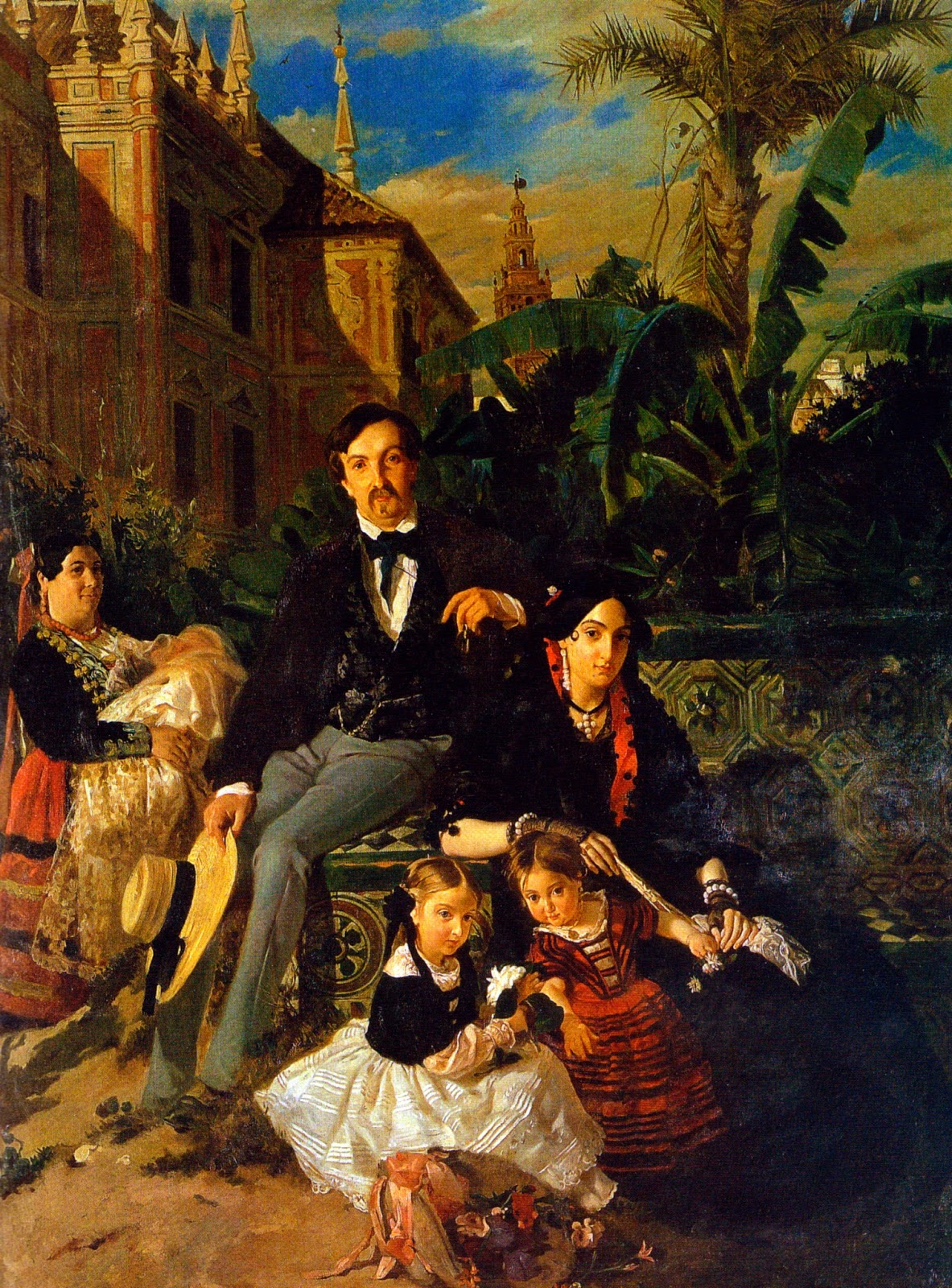
Il duca Antonio d'Orléans e la duchessa Luisa Ferdinanda ritratti insieme alle figlie maggiori nel 1853

La principessa Luisa Ferdinanda di Spagna ed il duca Antonio d'Orléans ebbero dieci figli, quattro maschi, cinque femmine e uno abortito spontaneamente:
- Maria Isabella d'Orléans (1848-1919), sposò Luigi Filippo Alberto d'Orléans, ebbero otto figli[4];
- Maria Amelia d'Orléans (1851-1870)[5];
- Maria Cristina d'Orléans (1852-1879);
- Maria de la Regla d'Orléans (1856-1861);
- Aborto spontaneo (1857);
- Fernando d'Orléans (1859-1873);
- Maria Mercedes d'Orléans (1860-1878), sposò Alfonso XII di Spagna, non ebbero figli[6];
- Filippo Raimondo Maria d'Orléans (1862-1864);
- Antonio d'Orléans (1866-1930), sposò l'infanta Eulalia, ebbero figli;
- Luigi Maria Filippo Antonio d'Orléans (1867-1874).

## Ascendenza
|                                       |                                |                                 | Genitori                      |  |  | Nonni |  |  | Bisnonni            |  |  | Trisnonni           |  |
|                                       |                                |                                 |                               |  |  |       |  |  | Carlo III di Spagna |  |  | Filippo V di Spagna |  |
|                                       |                                |                                 |                               |  |  |       |  |  | Carlo III di Spagna |  |  | Filippo V di Spagna |  |
|                                       |                                | Elisabetta Farnese              |                               |  |  |       |  |  | Carlo III di Spagna |  |  |                     |  |
| Carlo IV di Spagna                    |                                |                                 |                               |  |  |       |  |  | Carlo III di Spagna |  |  |                     |  |
|                                       |                                | Maria Amalia di Sassonia        | Augusto III di Polonia        |  |  |       |  |  |                     |  |  |                     |  |
|                                       |                                | Maria Amalia di Sassonia        | Augusto III di Polonia        |  |  |       |  |  |                     |  |  |                     |  |
|                                       |                                | Maria Amalia di Sassonia        | Maria Giuseppa d'Austria      |  |  |       |  |  |                     |  |  |                     |  |
| Ferdinando VII di Spagna              |                                | Maria Amalia di Sassonia        |                               |  |  |       |  |  |                     |  |  |                     |  |
|                                       |                                | Filippo I di Parma              | Filippo V di Spagna           |  |  |       |  |  |                     |  |  |                     |  |
|                                       |                                | Filippo I di Parma              | Filippo V di Spagna           |  |  |       |  |  |                     |  |  |                     |  |
|                                       |                                | Filippo I di Parma              | Elisabetta Farnese            |  |  |       |  |  |                     |  |  |                     |  |
| Maria Luisa di Borbone-Parma          |                                | Filippo I di Parma              |                               |  |  |       |  |  |                     |  |  |                     |  |
|                                       |                                | Elisabetta di Borbone-Francia   | Luigi XV di Francia           |  |  |       |  |  |                     |  |  |                     |  |
|                                       |                                | Elisabetta di Borbone-Francia   | Luigi XV di Francia           |  |  |       |  |  |                     |  |  |                     |  |
|                                       |                                | Elisabetta di Borbone-Francia   | Maria Leszczyńska             |  |  |       |  |  |                     |  |  |                     |  |
| Luisa Ferdinanda di Spagna            |                                | Elisabetta di Borbone-Francia   |                               |  |  |       |  |  |                     |  |  |                     |  |
|                                       | Ferdinando I delle Due Sicilie | Carlo III di Spagna             |                               |  |  |       |  |  |                     |  |  |                     |  |
|                                       | Ferdinando I delle Due Sicilie | Carlo III di Spagna             |                               |  |  |       |  |  |                     |  |  |                     |  |
|                                       | Ferdinando I delle Due Sicilie | Maria Amalia di Sassonia        |                               |  |  |       |  |  |                     |  |  |                     |  |
| Francesco I delle Due Sicilie         | Ferdinando I delle Due Sicilie |                                 |                               |  |  |       |  |  |                     |  |  |                     |  |
|                                       |                                | Maria Carolina d'Asburgo-Lorena | Francesco I di Lorena         |  |  |       |  |  |                     |  |  |                     |  |
|                                       |                                | Maria Carolina d'Asburgo-Lorena | Francesco I di Lorena         |  |  |       |  |  |                     |  |  |                     |  |
|                                       |                                | Maria Carolina d'Asburgo-Lorena | Maria Teresa d'Austria        |  |  |       |  |  |                     |  |  |                     |  |
| Maria Cristina di Borbone-Due Sicilie |                                | Maria Carolina d'Asburgo-Lorena |                               |  |  |       |  |  |                     |  |  |                     |  |
|                                       |                                | Carlo IV di Spagna              | Carlo III di Spagna           |  |  |       |  |  |                     |  |  |                     |  |
|                                       |                                | Carlo IV di Spagna              | Carlo III di Spagna           |  |  |       |  |  |                     |  |  |                     |  |
|                                       |                                | Carlo IV di Spagna              | Maria Amalia di Sassonia      |  |  |       |  |  |                     |  |  |                     |  |
| Maria Isabella di Borbone-Spagna      |                                | Carlo IV di Spagna              |                               |  |  |       |  |  |                     |  |  |                     |  |
|                                       |                                | Maria Luisa di Borbone-Parma    | Filippo I di Parma            |  |  |       |  |  |                     |  |  |                     |  |
|                                       |                                | Maria Luisa di Borbone-Parma    | Filippo I di Parma            |  |  |       |  |  |                     |  |  |                     |  |
|                                       |                                | Maria Luisa di Borbone-Parma    | Elisabetta di Borbone-Francia |  |  |       |  |  |                     |  |  |                     |  |
|                                       |                                | Maria Luisa di Borbone-Parma    |                               |  |  |       |  |  |                     |  |  |                     |  |